# Yeti

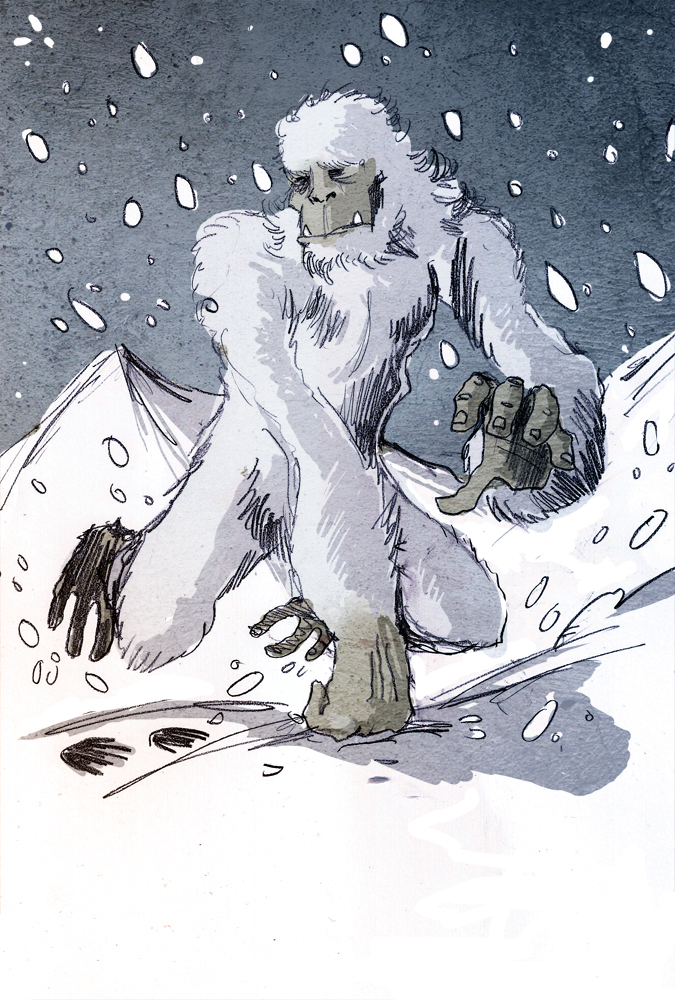
Yeti, künstlerische Darstellung von Philippe Semeria

Als Yeti (tibetisch གཡའ་དྲེད g.ya' dred) oder Schneemensch bezeichnet man ein zweibeiniges behaartes Fabelwesen des Himalaya. Die Sherpa leiten sich den Begriff aus Ye ‚Fels‘ und The ‚Tier‘ her. In Tibet wird der Yeti als Migö (Wilder Mann) oder auch Gang Mi (Gletschermann) bezeichnet. Die Lepcha haben viele Sagen über den Yeti bewahrt und nennen ihn Lomung (Berggeist) oder auch Chumung (Schneegeist), wobei sie ihn als Gott der Jagd und Herrn allen Rotwilds verehren.

## Beschreibung und Deutung
Man beschreibt das Wesen in der Regel als etwa zwei bis vier Meter groß und über 200 Kilogramm schwer, mit Fußabdrücken von bis zu 43 Zentimetern Länge. Lepcha und Tibeter beschreiben ihn als Affentier, mit einem eiförmigen und spitz zulaufenden Schädel sowie kärglicher, rötlicher Behaarung. Die Fußabdrücke im Schnee wurden mehrmals und von unterschiedlichen Expeditionen auf 5000–7000 Meter Höhe gefunden und über längere Strecken nachverfolgt.
Kryptozoologen – insbesondere Ivan T. Sanderson – und auch einzelne Anthropologen, wie George A. Agogino (1921–2000) von der University of Wyoming, betracht(et)en die Annahme als plausibel, dass es sich bei den Yetis um Angehörige der Reliktpopulation einer noch unbekannten Hominiden-Art handelt. In der Wissenschaft ist das jedoch eine Minderheitsmeinung.
Einige Zoologen und auch der Südtiroler Bergsteiger Reinhold Messner in seinem Buch Yeti – Legende und Wirklichkeit vertreten die Auffassung, dass der Yeti mit dem Tibetischen Braunbären (Ursus arctos pruinosus) oder Tibetbären (Ursus thibetanus) identisch sei. So sei in einigen Himalaya-Sprachen Yeti das Wort für Bär. Zu einem ähnlichen Ergebnis kam 2003 der Japaner Makoto Nebuka nach zwölfjähriger Recherche im Himalaya.

## Geschichte

### Ab dem 18. Jahrhundert
Der Yeti war Teil des vorbuddhistischen Glaubens mehrerer Völker im Himalaya. Das Wesen wurde als affenähnliches Wesen dargestellt, das einen großen Stein als Waffe trägt und ein pfeifendes Rauschen von sich gibt. Der Yeti wurde in den tibetischen Buddhismus aufgenommen, wo er als nichtmenschliches Tier gilt, das dennoch menschlich genug ist, um manchmal dem Dharma folgen zu können. In mehreren Geschichten werden Yetis zu Helfern und Schülern religiöser Persönlichkeiten.
In Tibet werden Bilder von Yetis zur Schau gestellt und gelegentlich als Wächter gegen böse Geister verehrt. Da Yetis jedoch manchmal als Vollstrecker des Dharma fungieren, wird das Hören oder Sehen eines solchen oft als schlechtes Omen angesehen, für das der Zeuge Verdienste sammeln muss. Brian Houghton Hodgson berichtete 1832 über seine Erfahrungen in Nordnepal, dass seine örtlichen Führer eine große zweibeinige Gestalt mit langen dunklen Haaren, die vor Angst zu fliehen schien, entdeckt hätten. Hodgson hielt sie für einen Orang-Utan.
Der griechische Fotograf N. A. Tombazi schrieb im Jahr 1925, dass er ein Lebewesen rund 4600 m über dem Meeresspiegel nahe dem Zemu-Gletscher gesehen habe. Später berichtete er, dass er dieses Wesen etwa eine Minute lang aus einer Entfernung von etwa 200 bis 300 Yards (etwa 180–270 Meter) beobachtete. „Zweifellos war die Umrissgestalt genau wie ein Mensch, der aufrecht ging und gelegentlich anhielt, um an einigen Zwergrhododendronsträuchern zu ziehen.“ Soweit er erkennen konnte, habe es keine Kleider getragen. Das westliche Interesse am Yeti erreichte in den 1950er Jahren einen Höhepunkt. Beim Versuch, den Mount Everest 1951 zu besteigen, fotografierte Eric Shipton eine Reihe großer Fußabdrücke im Schnee auf etwa 6.000 m über dem Meeresspiegel. Einige argumentieren, dass dies der beste Beweis für Yetis Existenz ist, während andere behaupten, dass die Abdrücke die eines anderen Tiers sind, die durch den schmelzenden Schnee verzerrt wurden.
Peter Byrne berichtete, dass er 1948 im Norden von Sikkim, Indien, in der Nähe des Zemu-Gletschers einen Yeti-Fußabdruck gefunden habe, während er im Urlaub von einem Einsatz der Royal Air Force in Indien war. 1953 berichteten Sir Edmund Hillary und Tenzing Norgay, dass sie beim Besteigen des Mount Everest große Fußabdrücke gesehen hätten.
In seiner ersten Autobiographie sagte Tenzing, dass er glaubte, der Yeti sei ein großer Affe, und obwohl er ihn selbst nie zu Gesicht bekam, habe sein Vater zweimal einen gesehen. In seiner zweiten Autobiographie äußerte er sich viel skeptischer gegenüber seiner Existenz.
Während der Daily Mail Snowman Expedition von 1954 unternahm der Bergsteigerführer John Angelo Jackson die erste Wanderung vom Everest zum Kanchenjunga, in deren Verlauf er symbolische Gemälde des Yeti im Kloster Tengboche (Dawa Choling Gompa) fotografierte. Jackson verfolgte und fotografierte viele Fußspuren im Schnee, von denen die meisten bekannten Lebewesen zuzuordnen waren. Es gab jedoch viele große Fußabdrücke, die nicht identifiziert werden konnten. Am 19. März 1954 druckte die Daily Mail einen Artikel, der beschrieb, wie Expeditionsteams Haarproben von einem angeblich im Pangboche-Kloster gefundenen Yeti-Skalp erhielten. Die Haare erschienen bei schwachem Licht schwarz bis dunkelbraun und im Sonnenlicht fuchsrot. Das Haar wurde von Professor Frederic Wood Jones, einem Experten für menschliche und vergleichende Anatomie, analysiert. Während der Studie wurden die Haare gebleicht, in Abschnitte zerteilt und mikroskopisch analysiert. Die Forschung bestand darin, Mikrofotografien der Haare zu machen und sie mit Haaren bekannter Tiere wie Bären und Orang-Utans zu vergleichen. Jones kam zu dem Schluss, dass die Haare nicht wirklich von einer Kopfhaut stammten. Er behauptete, dass, während einige Tiere einen Haarkamm haben, der sich vom Schädel bis zum Rücken erstreckt, keine Tiere einen Kamm haben, der von der Basis der Stirn über den Schädel verläuft und im Nacken endet. Jones konnte das Tier, von dem die Haare stammen, nicht genau bestimmen. Er war jedoch überzeugt, dass die Haare nicht von einem Bären oder Menschenaffen stammten, sondern von der Schulter eines grobhaarigen Huftiers.
1960 bereiste Sir Edmund Hillary den Himalaya mit einer Expedition, die physische Beweise für den Yeti sammeln und analysieren sollte. Hillary lieh sich einen vermeintlichen Yeti-Skalp aus dem Khumjung-Kloster aus und brachte den Skalp nach London, wo eine kleine Probe zum Testen abgeschnitten wurde. Marca Burns untersuchte die Haut- und Haarprobe vom Rand der angeblichen Yeti-Kopfhaut genau und verglich sie mit ähnlichen Proben wie zum Beispiel vom Amerikanischen Schwarzbär.
1970 behauptete der britische Bergsteiger Don Whillans, bei der Besteigung der Annapurna ein unbekanntes Lebewesen gesehen zu haben.

### 21. Jahrhundert
Im Jahr 2004 erwähnte Henry Gee, Herausgeber der Zeitschrift Nature, den Yeti als ein Beispiel für Volksglauben, das weitere Untersuchungen verdient, und schrieb: „Die Entdeckung, dass der Homo floresiensis bis vor kurzem in geologischer Hinsicht überlebt hat, macht es wahrscheinlicher, dass die Geschichten über andere mythische, menschenähnliche Wesen wie Yetis auf einem Körnchen Wahrheit beruhen.“ Im Jahr 2016 wurde jedoch eine Neudatierung der Funde publiziert, der zufolge die Knochen des Homo florisensis nicht jünger als 60.000 Jahre sind.
Anfang Dezember 2007 berichteten der amerikanische Fernsehmoderator Joshua Gates und sein Team, dass sie in der Everest-Region in Nepal eine Reihe von Fußspuren gefunden haben, die Beschreibungen des Yeti ähneln. Jeder der Fußabdrücke war 33 cm lang mit fünf Zehen, die insgesamt 25 cm breit waren. Die Fußabdrücke wurden von Jeffrey Meldrum von der Idaho State University untersucht, der sie für zu morphologisch genau hielt, um gefälscht oder von Menschenhand gemacht zu sein, bevor er nach weiteren Untersuchungen seine Meinung änderte.
Ein internationales Forscherteam habe auf einer Expedition im Altai-Gebirge Spuren des Schneemenschen gefunden, teilte die Verwaltung der russischen Provinz Kemerowo in der zweiten Oktoberwoche 2011 mit. Eine „Forschergruppe“ habe „Fußabdrücke, seine mutmaßliche Schlafstätte und verschiedene Markierungen gefunden, mit denen der Yeti sein Revier kennzeichnet“, hieß es in einer auf der Internetseite der Provinz veröffentlichten Mitteilung. In einem der Fußabdrücke habe ein Forscher sogar Haarreste gefunden, die möglicherweise vom Yeti stammen könnten. Diese Behörde möchte allerdings auch den Tourismus in der Region ankurbeln. Laut Zoologen der Universität Oxford handelt es sich bei den Haaren um Pferde- und Bärenhaare.
Im Folgenden erklärten teilnehmende Wissenschaftler und Enthusiasten auf einer Konferenz in Russland, sie hätten „95 % Beweise“ für die Existenz des Yeti.
Im April 2019 behauptete ein Bergsteiger-Expeditionsteam der indischen Armee, mysteriöse „Yeti“-Fußabdrücke mit einer Größe von 81 mal 38 Zentimetern in der Nähe des Makalu-Basislagers entdeckt zu haben.

## Yeti-Skalp

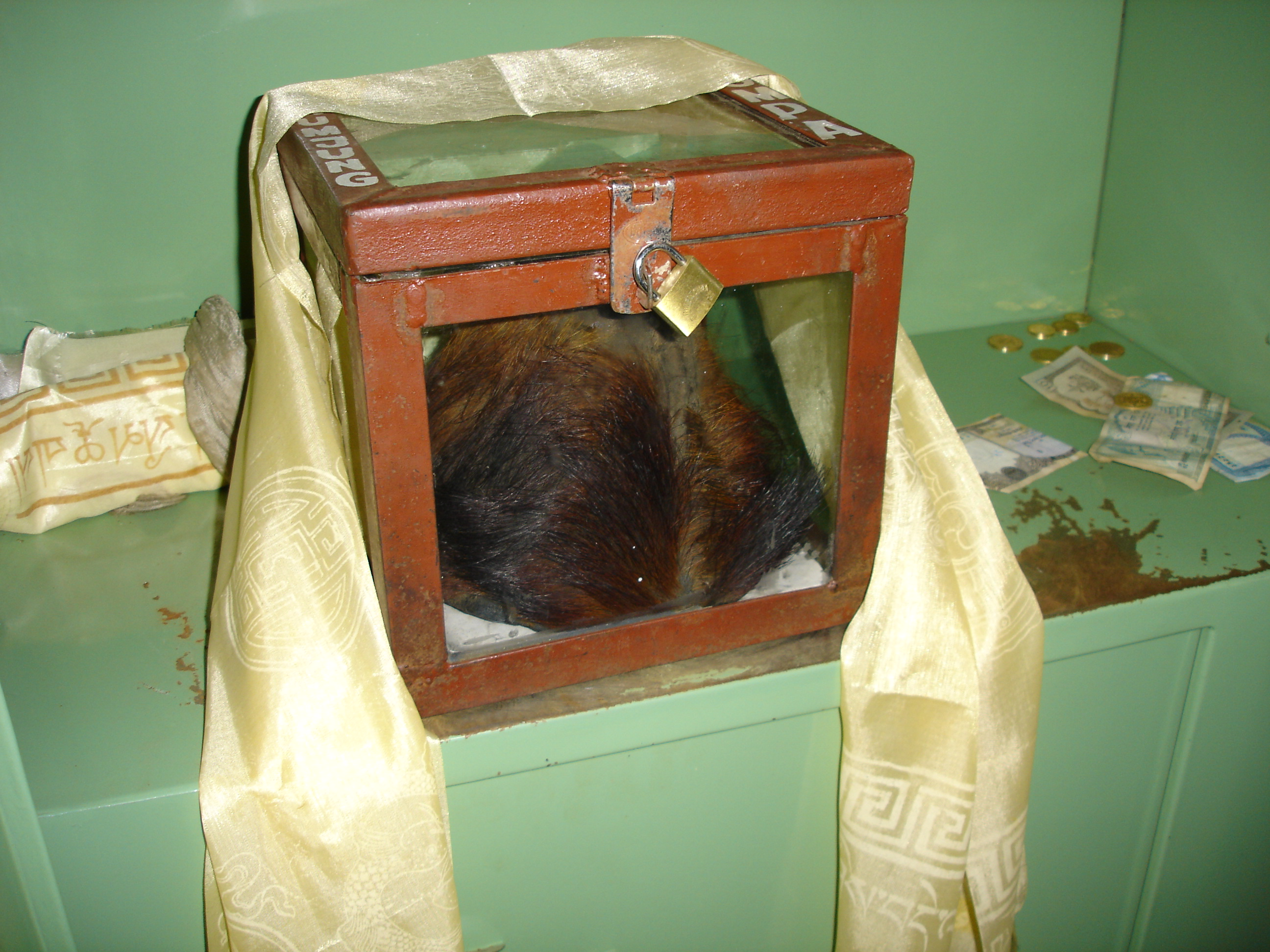
Angeblicher Yeti-Skalp im Kloster von Khumjung

Im buddhistischen Kloster von Khumjung im nepalesischen Khumbu kann ein angeblicher Yeti-Skalp besichtigt werden. Ein zweiter Skalp ist unter ungeklärten Umständen aus dem Kloster von Pangboche (ebenfalls im Khumbu) verschwunden. 1960 brachten Edmund Hillary und Marlin Perkins von einer Expedition einen angeblichen Yeti-Skalp mit, der sich bei der Untersuchung als Bergziegenhaut herausstellte.

## Untersuchungen von Biomaterial
Eine Mitte 2014 im Fachjournal Proceedings of the Royal Society B veröffentlichte Studie untersuchte die DNA von 37 angeblich von Affenmenschen stammenden Proben. Dabei wurden zwar Hinweise auf eine möglicherweise noch lebende unbekannte Großbärenart im Himalaya gefunden, aber keine Hinweise auf eine unbekannte Primatenart.
2017 wurden an der University of Buffalo weitere neun angebliche Yeti-Proben (Knochen, Zähne, Haut, Haar und Kot), die im Himalaya und auf dem Tibetischen Plateau gesammelt wurden, molekularbiologisch untersucht. Die Probe aus dem Messner Mountain Museum stammte von einem Hund, die anderen acht Proben konnten dem Asiatischen Schwarzbären, dem Himalaya-Braunbären und dem Tibetischen Braunbären zugeordnet werden.

## Filme
- Yeti, der Schneemensch, Abenteuerfilm (1957)
- Der Werwolf und der Yeti, Horrorfilm (1975)
- Yeti – Der Schneemensch kommt, italienischer Fantasyfilm (1977)
- Yeti – Das Schneemonster, Horrorfilm (2008)
- Yoko, Kinderfilm (2012)
- Smallfoot – Ein eisigartiges Abenteuer, Animationsfilm (2018)
- Everest – Ein Yeti will hoch hinaus, Animationsfilm (2019)
- Mister Link – Ein fellig verrücktes Abenteuer, Animationsfilm (2019)

## In der Musik und Literatur
- Die britische Popmusikerin Kate Bush beschrieb 2011 in dem Text des Titels Wild man des Albums 50 Words for Snow einen Yeti, der kein Tier wie ein Affe oder ein Bär sei, sondern eben der Wilde Mann. Dieser ist in Gefahr, da er gejagt und getötet werden soll und stellt somit eher ein schützenswertes Wesen als eine Gefahr dar.
- 1959 stellte der belgische Comic-Zeichner Hergé den Yeti in dem Tim-und-Struppi-Band Tim in Tibet als einsames mitfühlendes Wesen dar, vor dem jedoch fast alle Menschen Angst haben. Tim, Struppi und Kapitän Haddock reisen nach Tibet und retten zusammen mit dem Sherpa-Bergführer Tharkey Tims Freund Tschang, der Opfer eines Flugzeugabsturzes war. Der Yeti wird nicht als böse, sondern eher als bemitleidenswert charakterisiert. Er hat Tschang gerettet und bleibt am Ende der Geschichte erneut einsam im Himalaya zurück.